# Guadalajara Open 2023 - Qualificazioni singolare
Le qualificazioni del singolare del Guadalajara Open 2023 sono state un torneo di tennis preliminare per accedere alla fase finale della manifestazione svolte il 15 e 16 settembre 2023. Le vincitrici dell'ultimo turno sono entrate di diritto nel tabellone principale. In caso di ritiro di una o più giocatrici aventi diritto a queste sono subentrati le lucky loser, ossia le giocatrici che hanno perso nell'ultimo turno ma che avevano una classifica più alta rispetto alle altre partecipanti che avevano comunque perso nel turno finale.

## Teste di serie
1. Ann Li (qualificata)
2. Polina Kudermetova (primo turno)
3. Sachia Vickery (ultimo turno, lucky loser)
4. Elvina Kalieva (ultimo turno, lucky loser)
5. Jana Fett (ultimo turno)
6. Natalija Stevanović (ultimo turno)
7. Carol Zhao (qualificata)
8. Anastasija Tichonova (primo turno)

1. Isabella Šinikova (primo turno)
2. Katrina Scott (primo turno)
3. Raveena Kingsley (ultimo turno)
4. Grace Min (qualificata)
5. Maria Mateas (qualificata)
6. Asia Muhammad (qualificata)
7. Whitney Osuigwe (primo turno)
8. María Herazo González (primo turno)

## Qualificate
1. Ann Li
2. Asia Muhammad
3. Ena Shibahara
4. Demi Schuurs

1. Grace Min
2. Maria Mateas
3. Carol Zhao
4. Ana Sofía Sánchez

### Lucky loser
1. Sachia Vickery

1. Elvina Kalieva

## Tabellone

### Sezione 1
|  | Primo turno | Primo turno      | Primo turno      | Primo turno | Primo turno |  |  | Ultimo turno | Ultimo turno     | Ultimo turno     | Ultimo turno     | Ultimo turno |  |
|  |             |                  |                  |             |             |  |  |              |                  |                  |                  |              |  |
|  | 1           | Ann Li           | Ann Li           | 6           | 6           |  |  |              |                  |                  |                  |              |  |
|  |             | Jessica Failla   | Jessica Failla   | 1           | 1           |  |  | 1            | Ann Li           | Ann Li           | Ann Li           | w/o          |  |
|  |             | Monica Niculescu | Monica Niculescu | 7           | 6           |  |  |              | Monica Niculescu | Monica Niculescu | Monica Niculescu |              |  |
|  | 10          | Katrina Scott    | Katrina Scott    | 6           | 1           |  |  |              |                  |                  |                  |              |  |

### Sezione 2
|  | Primo turno | Primo turno        | Primo turno        | Primo turno | Primo turno |  |  | Ultimo turno | Ultimo turno      | Ultimo turno | Ultimo turno | Ultimo turno |  |
|  |             |                    |                    |             |             |  |  |              |                   |              |              |              |  |
|  | 2           | Polina Kudermetova | Polina Kudermetova | 1           | 3           |  |  |              |                   |              |              |              |  |
|  |             | Varvara Lepchenko  | Varvara Lepchenko  | 6           | 6           |  |  |              | Varvara Lepchenko | 1            | 6            | 5            |  |
|  | WC          | Victoria Rodríguez | 4                  | 6           | 5           |  |  | 14           | Asia Muhammad     | 6            | 3            | 7            |  |
|  | 14          | Asia Muhammad      | 6                  | 3           | 7           |  |  |              |                   |              |              |              |  |

### Sezione 3
|  | Primo turno | Primo turno     | Primo turno     | Primo turno | Primo turno |  |  | Ultimo turno | Ultimo turno   | Ultimo turno   | Ultimo turno | Ultimo turno |  |
|  |             |                 |                 |             |             |  |  |              |                |                |              |              |  |
|  | 3           | Sachia Vickery  | 6               | 3           | 6           |  |  |              |                |                |              |              |  |
|  |             | Alana Smith     | 2               | 6           | 2           |  |  | 3            | Sachia Vickery | Sachia Vickery | 2            | 3            |  |
|  |             | Ena Shibahara   | Ena Shibahara   | 6           | 6           |  |  |              | Ena Shibahara  | Ena Shibahara  | 6            | 6            |  |
|  | 15          | Whitney Osuigwe | Whitney Osuigwe | 1           | 3           |  |  |              |                |                |              |              |  |

### Sezione 4
|  | Primo turno | Primo turno       | Primo turno       | Primo turno | Primo turno |  |  | Ultimo turno | Ultimo turno   | Ultimo turno   | Ultimo turno | Ultimo turno |  |
|  |             |                   |                   |             |             |  |  |              |                |                |              |              |  |
|  | 4           | Elvina Kalieva    | Elvina Kalieva    | 7           | 7           |  |  |              |                |                |              |              |  |
|  |             | Alexa Guarachi    | Alexa Guarachi    | 5           | 63          |  |  | 4            | Elvina Kalieva | Elvina Kalieva | 1            | 3            |  |
|  |             | Demi Schuurs      | Demi Schuurs      | 6           | 6           |  |  |              | Demi Schuurs   | Demi Schuurs   | 6            | 6            |  |
|  | 9           | Isabella Šinikova | Isabella Šinikova | 4           | 2           |  |  |              |                |                |              |              |  |

### Sezione 5
|  | Primo turno | Primo turno              | Primo turno    | Primo turno | Primo turno |  |  | Ultimo turno | Ultimo turno | Ultimo turno | Ultimo turno | Ultimo turno |  |
|  |             |                          |                |             |             |  |  |              |              |              |              |              |  |
|  | 5           | Jana Fett                | Jana Fett      | 6           | 6           |  |  |              |              |              |              |              |  |
|  |             | Ulrikke Eikeri           | Ulrikke Eikeri | 3           | 3           |  |  | 5            | Jana Fett    | Jana Fett    | 4            | 1            |  |
|  |             | Nicole Melichar-Martinez | 1              | 6           | 63          |  |  | 12           | Grace Min    | Grace Min    | 6            | 6            |  |
|  | 12          | Grace Min                | 6              | 2           | 7           |  |  |              |              |              |              |              |  |

### Sezione 6
|  | Primo turno | Primo turno                  | Primo turno                  | Primo turno | Primo turno |  |  | Ultimo turno | Ultimo turno        | Ultimo turno        | Ultimo turno | Ultimo turno |  |
|  |             |                              |                              |             |             |  |  |              |                     |                     |              |              |  |
|  | 6           | Natalija Stevanović          | Natalija Stevanović          | 6           | 7           |  |  |              |                     |                     |              |              |  |
|  |             | Sofia Sewing                 | Sofia Sewing                 | 2           | 5           |  |  | 6            | Natalija Stevanović | Natalija Stevanović | 3            | 5            |  |
|  | WC          | María Fernanda Navarro Oliva | María Fernanda Navarro Oliva | 1           | 2           |  |  | 13           | Maria Mateas        | Maria Mateas        | 6            | 7            |  |
|  | 13          | Maria Mateas                 | Maria Mateas                 | 6           | 6           |  |  |              |                     |                     |              |              |  |

### Sezione 7
|  | Primo turno | Primo turno        | Primo turno        | Primo turno | Primo turno |  |  | Ultimo turno | Ultimo turno     | Ultimo turno     | Ultimo turno | Ultimo turno |  |
|  |             |                    |                    |             |             |  |  |              |                  |                  |              |              |  |
|  | 7           | Carol Zhao         | Carol Zhao         | 6           | 6           |  |  |              |                  |                  |              |              |  |
|  |             | Ellen Perez        | Ellen Perez        | 4           | 4           |  |  | 7            | Carol Zhao       | Carol Zhao       | 7            | 6            |  |
|  | WC          | Oksana Kalašnikova | Oksana Kalašnikova | 4           | 4           |  |  | 11           | Raveena Kingsley | Raveena Kingsley | 5            | 3            |  |
|  | 11          | Raveena Kingsley   | Raveena Kingsley   | 6           | 6           |  |  |              |                  |                  |              |              |  |

### Sezione 8
|  | Primo turno | Primo turno           | Primo turno | Primo turno | Primo turno |  |  | Ultimo turno | Ultimo turno          | Ultimo turno          | Ultimo turno | Ultimo turno |  |
|  |             |                       |             |             |             |  |  |              |                       |                       |              |              |  |
|  | 8           | Anastasija Tichonova  | 4           | 6           | 5           |  |  |              |                       |                       |              |              |  |
|  |             | Veronika Mirošničenko | 6           | 4           | 7           |  |  |              | Veronika Mirošničenko | Veronika Mirošničenko | 62           | 2            |  |
|  |             | Ana Sofía Sánchez     | 5           | 7           | 6           |  |  |              | Ana Sofía Sánchez     | Ana Sofía Sánchez     | 7            | 6            |  |
|  | 16          | María Herazo González | 7           | 62          | 1           |  |  |              |                       |                       |              |              |  |